# Yvonne Thooris

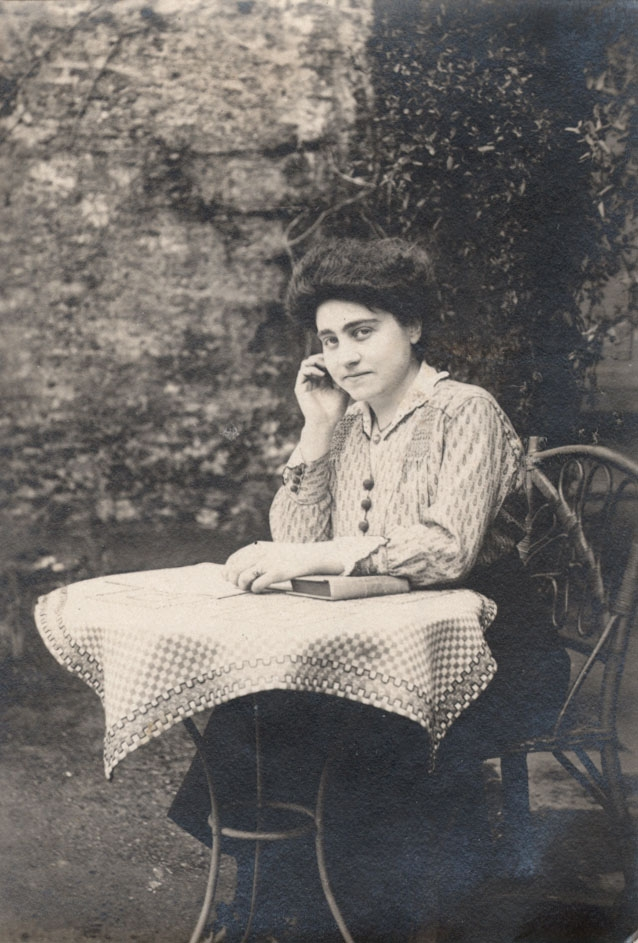
Yvonne Thooris

Yvonne Thooris (Brugge, 16 mei 1889 - Oostkamp, 21 september 1978) was een Belgische esperantist. Haar vader was Albert Thooris, advocaat en volksvertegenwoordiger, haar grootvader Louis Thooris was stadssecretaris. Haar moeder, Marie Raick, was afkomstig uit Luik. Haar zus Marie was getrouwd met de advocaat en politicus Jules Boedt.
Zij werd in 1906 lid van de Brugse Esperantogroep en was er voorzitter van vanaf het einde van de Eerste Wereldoorlog tot 1946 (met een onderbreking tussen 1925-1929, toen zij wegens persoonlijke aangelegenheid vervangen werd door Sylvain Dervaux. Daarna was ze erevoorzitter. Tussen de wereldoorlogen was ze ondervoorzitter van de Belgische Esperanto-Liga en afgevaardigde van de Wereld-Esperantovereniging. In de jaren 1920 had zij een kanthandel in de Noordzandstraat te Brugge.
Na de Tweede Wereldoorlog leefde zij teruggetrokken. Op het einde van haar leven woonde zij in de Kapellestraat te Oostkamp.

## Referentie
1. ↑  Belga Esperantisto, februari-maart 1929, p. 26.
2. ↑  Wegwijzer van West-Vlaanderen, 1923 en 1925.